# Hold Fast: Acoustic Sessions
Hold Fast: Acoustic Sessions is het tiende studioalbum van de Amerikaanse punkband Face to Face. Hold Fast werd uitgegeven op 27 juli 2018 via het platenlabel Fat Wreck Chords op cd en lp. Het album bestaat uit tien nieuwe akoestische versies van populaire nummers van Face to Face die al eerder waren uitgegeven op eerdere albums van de band.

## Achtergrond
Op 30 mei 2018 maakte het platenlabel Fat Wreck Chords bekend dat Face to Face een nieuw album zou uitgeven op 27 juli dat jaar, getiteld Hold Fast: Acoustic Sessions. Dezelfde dag werd een nummer van het nieuwe album uitgegeven, "Disconnected".
Een akoestische tournee door de Verenigde Staten om de aankomende uitgave van het album te supporten werd bekendgemaakt op 7 juni 2018. Tegelijkertijd werd het nummer "Keep Your Chin Up" van het nieuwe album uitgegeven.
Op 20 juli, een week voor de officiële uitgave van het album, werd het nummer "All for Nothing" uitgegeven. Een bijhorende videoclip voor het nummer werd later dat jaar uitgegeven.

## Nummers
1. "All for Nothing" - 3:08
2. "Disconnected" - 4:04
3. "Shame On Me" - 3:21
4. "Keep Your Chin Up" - 3:40
5. "Velocity" - 3:17
6. "AOK" - 3:37
7. "Don't Turn Away" - 2:48
8. "Blind" - 3:25
9. "Ordinary" - 2:53
10. "Bill of Goods" - 2:54

## Band
- Trever Keith - zang, gitaar
- Scott Shiflett - basgitaar, achtergrondzang
- Dennis Hill - gitaar, achtergrondzang
- Danny Thompson - drums, achtergrondzang